# Nick Parker
Nick Parker es un militar británico, actual jefe del Ejército del Reino Unido y excomandante y comandante adjunto de la Fuerza Internacional de Asistencia para la Seguridad (ISAF). Fue comandante adjunto de dicho organismo militar desde septiembre de 2009 y comandante de dicho organismo militar durante un breve período en 2010[cita requerida] hasta el reemplazo por el General norteamericano David Petraeus.

## Biografía
El teniente general Parker, que ha estado en el ejército desde 1973. 
Parker asumió el rol como comandante adjunto de la ISAF-OTAN en 2009 y como comandante interino en 2010 reemplazando al estadounidense Stanley McChrystal. Asumió el cargo de tal organización militar con motivo de la búsqueda de un reemplazo del excomandante de la ISAF Stanley McChrystal relevado por el Presidente de los Estados Unidos Barack Obama, quien finalmente terminó reemplazándolo el General estadounidense David Petraeus.
Otro dato personal acerca de la familia de Parker es que su hijo Harry, un capitán en el 4 º Batallón The Rifles, incursionó en Afganistán y allí fue donde perdió sus dos piernas después de haber sido volado por una bomba a manos de los talibanes en Helmand.

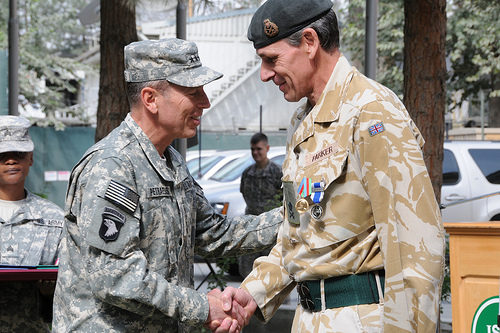
El General David Petraeus otorga a Parker la Medalla de la OTAN